# Гаспарян, Анжела Седраковна
Анжела Седраковна Гаспарян (род. 27 августа 1996) — российская самбистка и дзюдоистка, чемпионка и серебряный призёр чемпионатов России по самбо, бронзовый призёр чемпионата мира по дзюдо. Чемпионка Европы и мира по самбо, призёр этапов Кубка Европы по дзюдо, мастер спорта России по самбо и дзюдо. Живёт в Калининграде. Выступает за «Вооружённые силы» (Калининград). 7 марта 2024 года ей было присвоено звание заслуженный мастер спорта России.

## Спортивные результаты
- Первенство России по дзюдо среди кадетов 2011 года — ;
- Первенство России по дзюдо среди юниоров 2012 года — ;
- Первенство России по дзюдо среди юниоров 2014 года — ;
- Первенство России по дзюдо среди юниоров 2015 года — ;
- Первенство России по дзюдо среди молодёжи 2015 года — ;
- Этап Кубка Европы по дзюдо 2015 года, Оренбург — ;
- Этап Кубка Европы по дзюдо 2015 года, Подчертрек — ;
- Чемпионат России по самбо 2016 года — ;
- Чемпионат России по самбо 2017 года — ;
- Чемпионат России по дзюдо 2017 года — ;
- Кубок России по дзюдо 2019 года — ;
- Чемпионат России по дзюдо 2021 года — ;
- Чемпионат России по самбо 2022 года — ;
- Самбо на Всероссийской спартакиаде 2022 — ;